# Mylagaulus
Mylagaulus – wymarły rodzaj ziemnych gryzoni z rodziny Mylagaulidae. Zamieszkiwał Wielkie Równiny Ameryki Północnej 15,97 do 5,332 mln lat temu.

## Występowanie
Kopalne ślady występowania Mylagaulus odkrywano wyłącznie na terenie Wielkich Równin Ameryki Północnej (Kansas, Nebraska, Dakota Południowa i Oklahoma) i były datowane na miocen.